# إروما (سايتاما)
مدينة إروما (بالإنجليزية: Iruma) هي أحد المدن التابعة لمحافظة سايتاما. تأسست رسميًا في 01/11/1966. ويقدر عدد سكانها بـ 148203 نسمة حسب تقدير مكتب الإحصاء الياباني لعام 2012. تبلغ مساحة إروما 44.74 كم2. بكثافة سكانية تبلغ 3313 نسمة/كم2.

## توأمة
لإروما (سايتاما) اتفاقيات توأمة مع:
- فولفراتسهاوزن

## أعلام
- يوزو مينامي
- جو كانازاوا
- هيرويوكي سوغيموتو
- ريوتا ماتسوموتو
- باتي